# Insurgencia en el este de Siria
La insurgencia en el este de Siria es una insurgencia armada librada por remanentes del Estado Islámico de Irak y el Levante (EIIL) e insurgentes nacionalistas árabes tanto pro como anti- gobierno sirio, contra la Administración Autónoma del Norte y el Este de Siria (AANES), su ejército (las Fuerzas Democráticas Sirias (FDS) y sus aliados en la coalición liderada por Estados Unidos de la Fuerza de Tarea Conjunta Combinada – Operación Resolución Inherente (CJTF–OIR).

## Antecedentes
La insurgencia comenzó después de una serie de campañas en 2016 y 2017 que tomaron territorio del Estado Islámico de Irak y el Levante, liderado por las Fuerzas Democráticas Sirias y la CJTF-OIR . Esto finalmente resultó en la toma de la capital del Estado Islámico, Raqqa, y otras áreas en las gobernaciones de Alepo, Raqqa y Deir ez-Zor . Se trata de zonas de mayoría árabe, a menudo con grandes minorías turcomanas, algunas de las cuales estaban resentidas por la influencia kurda en las FDS.
Varias facciones, integradas en su mayoría por árabes, han formado grupos armados en apoyo de la oposición siria o del gobierno sirio, con remanentes adicionales del Estado Islámico que operan como células clandestinas que han surgido en áreas capturadas por las FDS y la coalición durante las campañas de 2016-2017. Estos grupos también han utilizado tácticas de guerrilla para atacar a las FDS y las fuerzas de la Coalición, incluidos asesinatos, ataques relámpago, ataques con cohetes y el uso de dispositivos explosivos improvisados (IED). Se han producido ataques en ciudades de toda Rojava, incluidas Manbij, Raqqa y Hasakah .

## Facciones insurgentes
- Estado Islámico de Irak y el Levante: Tras la pérdida de la mayor parte de su territorio, el Estado Islámico de Irak y el Levante ha lanzado una insurgencia en el desierto, al tiempo que intenta reunir a elementos de la población civil para su causa. Al atacar a las autoridades civiles respaldadas por las FDS, socava la reputación de éstas y empeora los agravios existentes, lo que da como resultado un deterioro de la situación de seguridad. No está claro cuántos combatientes activos del EI siguen operando en Siria, pero probablemente sean varios miles.[3]
- Leales a Asad: Varios grupos pro- baazistas operan en el este de Siria, entre ellos la “ Resistencia Popular de la Región Oriental ” (fundada en febrero de 2018 en Raqqa), la “Resistencia Popular en Hasakah” (fundada en abril de 2018),.[4] y la “Resistencia Popular en Manbij” (fundada en junio de 2018).[5] Se informa que estos grupos cuentan con el apoyo de Irán[6] y de elementos de las Fuerzas Armadas Sirias, como la Brigada Baqir[4] El gobierno de las FDS y la AANES ha acusado a Irán de organizar asesinatos en áreas controladas por las FDS, intentando poner a los locales en contra de las FDS y de la presencia de la Coalición liderada por Estados Unidos.[7] Tras la caída del régimen de Assad, las FDS tomaron medidas contra los insurgentes baasistas restantes.[8]

## Cronología

### 2017
- Noviembre – Harakat al-Qiyam intentó asesinar al comandante de las FDS Muhammad Abu Adel con un artefacto explosivo improvisado en Manbij, dejándolo herido.[9]

### 2018
- 5 de abril – La Resistencia Popular afirmó haber llevado a cabo un ataque con mortero o cohete contra una base estadounidense en Ayn Issa .[10][11]
- 6 de abril – La Brigada Baqir prometió ayudar a la insurgencia pro gubernamental en los territorios controlados por fuerzas aliadas de Estados Unidos.[10][11]
- 17 de mayo – Las fuerzas especiales estadounidenses arrestaron a comandantes del EI luego de un lanzamiento aéreo cerca de la frontera iraquí en la Gobernación de Al-Hasakah.[12]
- 17 de agosto - Una base que albergaba a las Fuerzas Especiales estadounidenses y francesas cerca de Deir ez-Zor fue atacada por miembros del EIIL. El ataque fue repelido y al menos siete yihadistas murieron[13][14]
- 2 de septiembre – 5 milicianos de las FDS fueron asesinados y heridos por un artefacto explosivo improvisado colocado en Raqqa .[15]
- 31 de octubre – El ejército turco y las FDS inician enfrentamientos con los objetivos futuros declarados de una operación liderada por Turquía en Manbij. Los combates duraron una semana y Estados Unidos respondió estableciendo puestos de observación en Manbij para evitar más violencia.[16]
- 2 de noviembre – Hombres armados del EIIL asesinaron al destacado líder tribal Sheikh Basheer Faisal al-Huwaidi a plena luz del día en la ciudad de Raqqa.[17]
- 4 de noviembre – Un coche bomba explotó en la ciudad de Raqqa, matando al menos a una persona e hiriendo a otras diez, entre las que había miembros de las FDS. El EI se atribuyó la responsabilidad del ataque a través de su agencia de noticias Amaq .[18][19][20]
- 4 de diciembre – Las YPG afirmaron haber arrestado a cuatro miembros de Harakat al-Qiyam, presuntamente colaborando con la inteligencia turca .[21]

### 2019

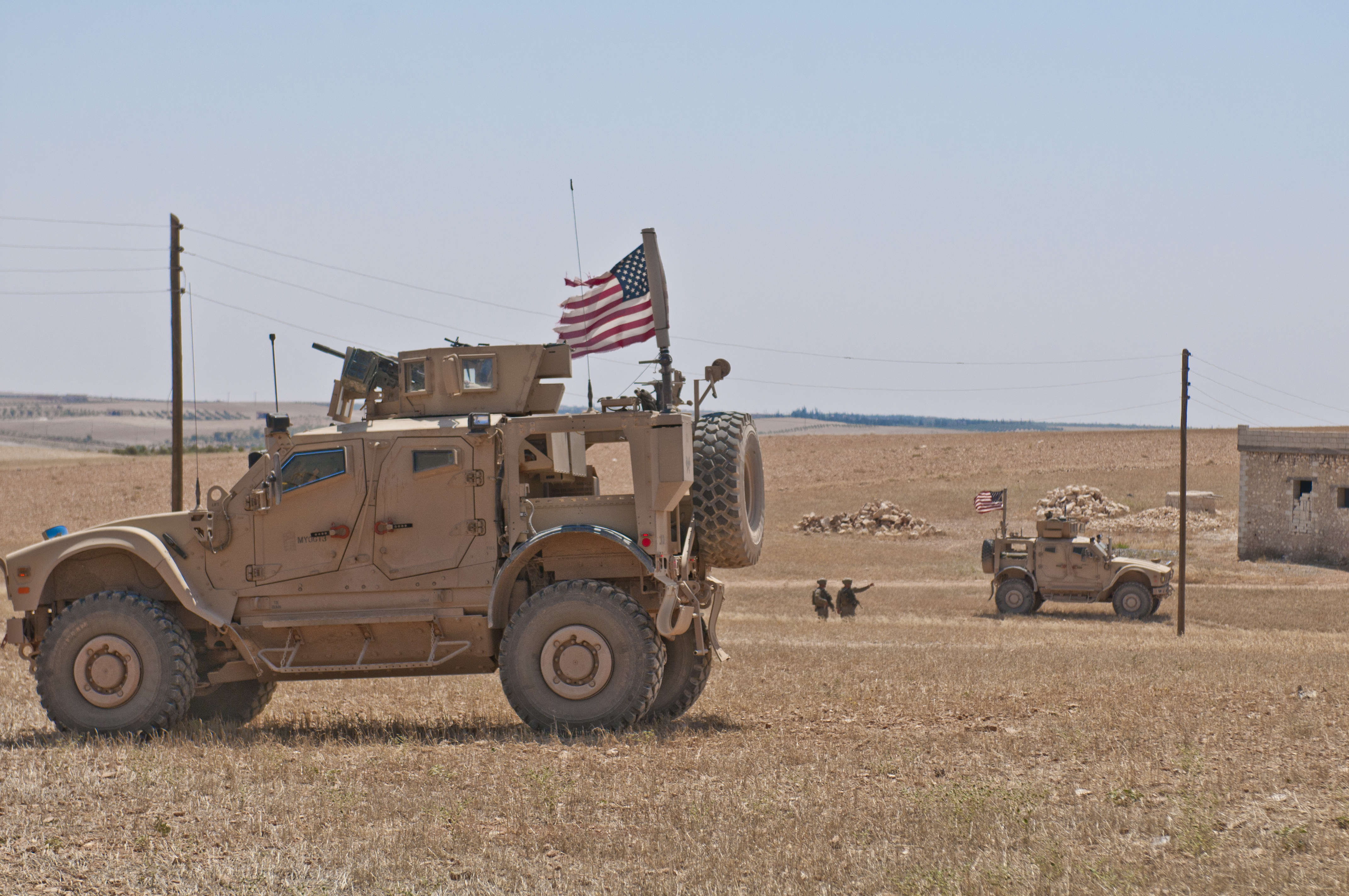
Vehículos todoterreno estadounidenses patrullando la zona rural de Manbij, 14 de julio de 2018

#### Enero-marzo
- Enero - el fundador de la Brigada árabe Ahwaz, un grupo del Ejército Árabe Libre Sirio de Deir ez-Zor, fue asesinado por un IED plantado por el EI en Deir ez -Zor. Se informó que se unió a las Fuerzas democráticas sirias y se involucró con su Consejo militar de Deir ez-Zor sirviendo como líder en el consejo.[22]
- 16 de enero - El bombardeo de Manbij mató a 15 combatientes del Consejo militar de Manbij (MMC) y a cuatro soldados estadounidenses. El EI reclamó el ataque a través de su agencia de noticias Amaq.[23][24]
- 21 de enero - Un suicidio del EI en el área de Jazira atacó un convoy estadounidense acompañado de tropas de las FDS en la carretera Shadadi-Hasakah, matando a cinco miembros de las FD. Los testigos dicen que el SVBIED chocó con un vehículo de las FDS en un puesto de control mantenido por las fuerzas kurdas a una docena de kilómetros de Shadadi mientras el convoy estadounidense pasaba.[25]
- 7 de febrero - el centro de medios de comunicación de las FDS anunció la captura de 63 agentes del EI en Raqqa, parte de una célula dormida. Todos fueron arrestados en un período de 24 horas, poniendo fin al toque de queda de un día que se había impuesto a la ciudad el día anterior.[26]
- 9 de febrero - Los militantes del EI atacaron a combatientes de las FDS cerca del Campo petrolero de al-Omar, provocando ataques aéreos de la Coalición liderada por Estados Unidos. SOHR dijo que 12 combatientes del Estado Islámico atacaron a las FDS y se enfrentaron con ellas durante varias horas hasta que la mayoría de los atacantes murieron. Se informa que diez atacantes murieron, mientras que dos lograron huir. Otros colectivos activistas, incluida la agencia de noticias Step, informaron del ataque, diciendo que algunos de los atacantes usaron motocicletas equipadas con explosivos.[27]
- El 21 de febrero - dos explosivos SVBIED sucesivos detonados en la zona de mercado de Shahil, Siria - a 10 kilómetros del cuartel general del campo petrolero de al-Omar de las FDS - matando a 14 personas. SOHR informó de un coche bomba que fue detonado a distancia cuando pasaba un convoy de trabajadores y técnicos que trabajaban en el campo petrolero. SOHR dijo que 20 murieron y otros resultaron heridos.[28][29][30] También se informaron ataques de SVBIED en Afrin y el pueblo de Ghandura cerca de Jarablus.[28][29]
- 9 de marzo - Ocho personas resultaron heridas cuando un atacante suicida hizo volar un automóvil en Manbij, cerca de un mercado. El Estado Islámico se hizo responsable del ataque.[31][32]
- 14 de marzo - Un explosivo a reacción en Raqqa apuntó a un convoy militar estadounidense. Al-Masdar informó que el grupo de Resistencia popular de Raqqa, que apoya al gobierno sirio, se hizo cargo y que habían matado a combatientes de las FDS e hirió a soldados estadounidenses, pero que estas afirmaciones no podían ser verificadas de forma independiente y que ni los EE. UU. ni las FDS confirmaron los informes.[33][34]
- 26 de marzo - hombres armados del EI abrieron fuego en un puesto de control en Manbij, matando a siete combatientes de MMC.[35]

#### Abril–junio
- 3 de abril - Una célula del EI en Raqqa chocó con las FDS y los Asayish, con 4 combatientes del EI que se hicieron volar con cinturones explosivos, según SOHR.[36]
- 5 de abril - Alrededor de 200 detenidos del EI se rebelaron y intentaron escapar de la prisión de Dêrik en Al-Malikiyah. La fuga fue frustrada, y algunos de los prisioneros fueron distribuidos posteriormente a otros centros de detención.[37]
- 10 de abril - Las células del EI atacaron a los combatientes de las FDS en un puesto de control en la zona rural de Deir Ez Zor, a las afueras de la ciudad de al-Shuhayl, la célula supuestamente usó ametralladoras y RPGs durante el ataque, como parte de una campaña global lanzada por el EI, que el grupo ha llamado "La campaña de venganza por la bendita provincia del Levante" después de perder el control territorial en Siria después de la Batalla de Baghuz Fawqani, lo que ha llevado al grupo a llevar a cabo una serie de ataques en todo el mundo donde el grupo tiene presencia, así como alentar a sus partidarios a llevar a cabu ataques de lobo solitario en sus países, otros ataques relacionados con el llamado del grupo a venganza han ocurrido en Libia e Irak.[38][39][40][41]
- 12 de abril - El EI se hizo responsable de un ataque en Manbij contra miembros de las FDS.[42]
- 23 de abril - Comienzan grandes protestas en las ciudades de Al-Busayrah y Shuhail en la parte oriental de la Gobernación de Deir ez-Zor en oposición a las FDS y al gobierno kurdo.[43]
- 7 de mayo - Un comandante de alto rango en el consejo militar de Deir ez-Zor de las FDS afirmó que Irán, Turquía y el gobierno sirio están colaborando para desestabilizar las áreas controladas por las FDS con combatientes de la Operación Escudo del Éufrates y las células remanentes de Al-Nusra en el este de Siria. El comandante también afirmó que hay apoyo ideológico para el EI y al-Nusra entre las poblaciones locales, particularmente en las ciudades de Jadidat Agidat, Shehail y Basira, que es un centro para las tribus de Deir ez-Zor y también ha sido el sitio de protestas recientes contra la administración de las FDS.[44] El comandante también afirmó que las FDS habían frustrado 180 intentos de ataques contra las FDS, y afirmó que Turquía y el Gobierno sirio proporcionan apoyo a estos ataques.[45]
- El 11 de mayo - hombres armados no identificados atacaron una sede de YPG en la parte occidental de la ciudad de Shuhail, donde se estaban produciendo protestas en curso contra las FDS.[46]
- 30 de mayo - Las fuerzas especiales de Estados Unidos arrestaron a 15 miembros del EI luego de una caída aérea en la aldea de Qana en la gobernación de al-Hasakah.[47]

#### Julio-septiembre
- 1 de julio – Las fuerzas especiales estadounidenses arrestaron a dos comandantes del EI tras un lanzamiento aéreo en la aldea de Attala, en la gobernación de Al-Hasakah.[48]
- 7 de julio – Las fuerzas de las FDS arrestaron al menos a 30 personas y confiscaron sus pertenencias en la aldea de Al-Izba, en la gobernación de Deir ez-Zor.[49] Ese mismo día, las fuerzas especiales estadounidenses arrestaron a un comandante del EI después de rodear su casa en la aldea de Al-Harijiyeh, en la gobernación de Deir Ezzor.[50]
- 12 de julio – Las fuerzas especiales estadounidenses mataron a un comandante del EIIL en la zona entre al-Suwar y la aldea de Abu al-Nitel.[50]
- 14 de julio – Según Al-Masdar, las FDS y las fuerzas especiales estadounidenses mataron al ministro de petróleo del EI, Thabit Sobhi Fahd Al-Ahmad, durante una redada en algún lugar de la Gobernación de Deir ez-Zor.[51]
- 25 de julio – Las fuerzas de las FDS arrestaron a ocho miembros del ISIS en la zona oriental del Éufrates.[49]
- 1 de septiembre – Las unidades antiterroristas de las FDS capturaron a Mohammed Remedan Eyd al-Talah, director financiero del EI, durante una redada en Ash-Shahil, en la Gobernación de Deir ez-Zor.[52]

#### Octubre-diciembre

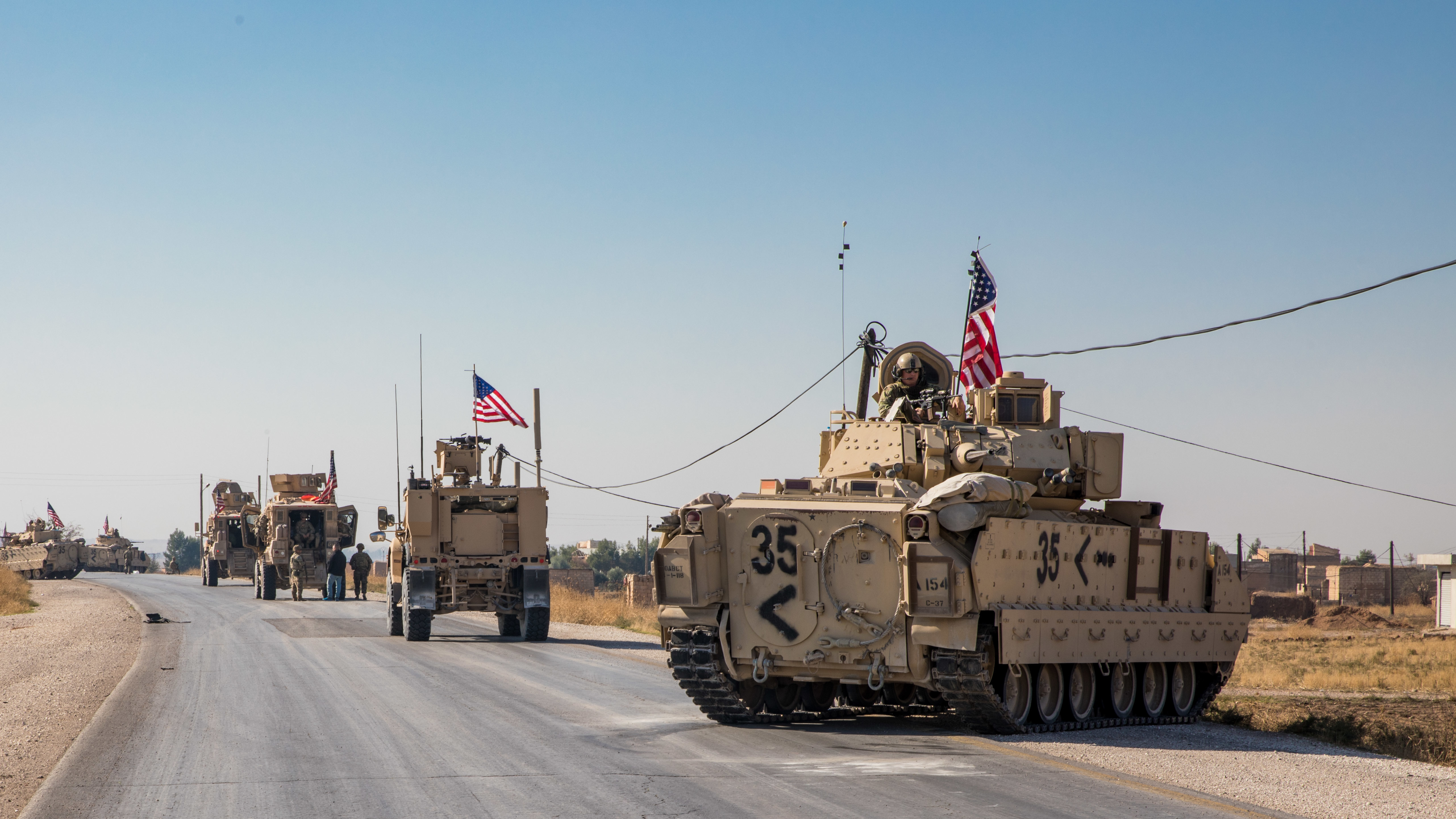
Una patrulla estadounidense acompañada de vehículos Bradley M2A2 en el este de Siria, el 10 de noviembre de 2019

- Octubre – Estados Unidos se retiró de muchas de sus bases en el norte de Siria a principios de octubre, reduciendo sustancialmente su presencia allí e interrumpiendo las operaciones contra el EI.[53] Sin embargo, Estados Unidos, con la ayuda kurda, turca e iraquí, llevó a cabo con éxito una redada de operaciones especiales de alto riesgo en Barisha, Idlib, dirigida contra el califa del EIIL , Abu Bakr al-Baghdadi ; la redada resultó en la muerte de Baghdadi y en la elección por parte del EIIL de un nuevo líder, el califa Abu Ibrahim al-Hashimi al-Qurashi .[54] A fines de octubre, Estados Unidos había adoptado una misión subordinada para proteger la infraestructura de petróleo y gas controlada por las FDS, incluidos los yacimientos petrolíferos, de la insurgencia del EIIL, ya que el grupo insurgente había utilizado anteriormente las ganancias del contrabando de petróleo para financiar sus actividades. Estados Unidos desplegó unidades de infantería mecanizada por primera vez en su intervención para “reforzar” su presencia en el este de Siria y ayudar a su continua misión de insurgencia contra el EI.[55]
- 22 de noviembre – Las fuerzas de la coalición acompañadas por aliados atacaron enclaves del EIIL cerca de la frontera iraquí, lo que, según se informa, provocó la muerte y heridas de varios combatientes del EIIL.[56][57] Mientras tanto, se cree que hasta 600 combatientes del EI están defendiendo un pequeño bastión en la provincia oriental siria de Deir ez-Zor.[58]
- 26 de noviembre – Un coche bomba explotó en una zona bajo el control de las fuerzas rebeldes turcas y sus aliadas al oeste de Ras al-Ayn, matando al menos a 17 personas e hiriendo a otras 20. El ataque ocurrió en un mercado de un pueblo local. El gobierno turco culpó al YPG y al PKK por el ataque.[59][60][61]
- En general, durante el año los ataques de ISIS dejaron 280 combatientes de las FDS, 131 civiles y cuatro soldados de la CJTF-OIR muertos.[62]

### 2020

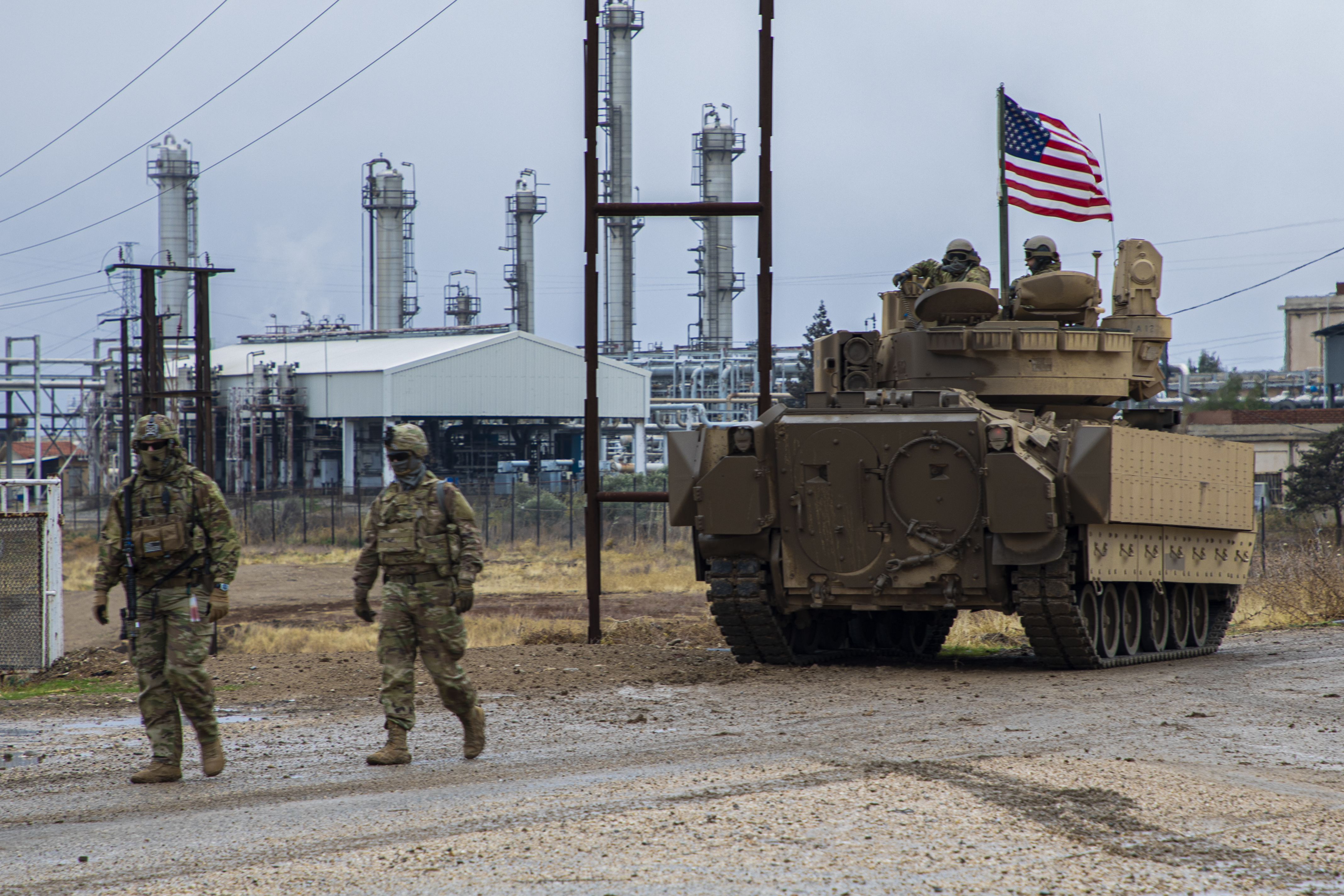
Soldados estadounidenses vigilan una refinería en el noreste de Siria, 16 de diciembre de 2020

- 1 de enero – 16 combatientes del ISIS fueron capturados durante una redada en la Gobernación de Deir ez-Zor por las fuerzas de la Coalición.[63]
- 14 de enero – Las FDS lograron matar a dos miembros del EI, entre ellos Abu Alward Al-Iraqi, responsable del comercio de petróleo, en la Gobernación de Deir ez-Zor.[64][65]
- 17 de enero – Durante una explosión dirigida contra un vehículo de las FDS en la aldea de Abu Hardub, en la zona rural oriental de Deir Ezzor, un miembro de las FDS murió y otro resultó herido.[66]
- 27 de enero – Los vehículos de combate de infantería Bradley de la Coalición fueron retirados de Siria después de menos de dos meses de despliegue debido a razones no especificadas.[67]
- 11 de febrero – Las fuerzas especiales estadounidenses arrestaron a tres presuntos miembros del EI tras un lanzamiento aéreo en Ash-Shahil, provincia de Deir ez-Zor.[68]

#### Abril–junio
- 17 de mayo – Dos líderes regionales del ISIS, Ahmad 'Isa Ismail al-Zawi y Ahmad 'Abd Muhammad Hasan al-Jughayfi, fueron asesinados por fuerzas de la coalición en la gobernación de Deir Ezzor.[69]
- 22 de mayo – Las fuerzas especiales estadounidenses mataron a un comandante del EI y arrestaron a otro luego de un lanzamiento aéreo en Ash-Shahil, Gobernación de Deir ez-Zor.[70]
- 26 de mayo – La agencia antiterrorista iraquí anunció que un ataque aéreo estadounidense logró matar a Mu'taz Numan 'Abd Nayif Najm al-Jaburi, un alto dirigente y fabricante de bombas de ISIS, en la gobernación de Deir Ezzor.[71] El Programa de Recompensas por la Justicia de Estados Unidos solía ofrecer hasta 5 millones de dólares de recompensa por información que lo llevara ante la justicia.[72]
- 29 de junio – Fuerzas especiales estadounidenses arrestaron a presuntos miembros del EI tras un lanzamiento aéreo en Ash-Shahil, Gobernación de Deir ez-Zor.[73]

#### Julio-diciembre
Según se informa, los militantes del EI siguieron extorsionando rutinariamente a médicos, dueños de comercios, directores de fábricas, terratenientes y muchos otros para que les pagaran el zakat .
- Octubre de 2020 – Las FDS anunciaron sus planes de liberar a miles de sirios detenidos en el campo de refugiados de Al-Hawl .[75]
- En total, durante el año hubo 480 ataques de ISIS, 122 combatientes de las FDS y 86 civiles muertos.[76]

### 2021

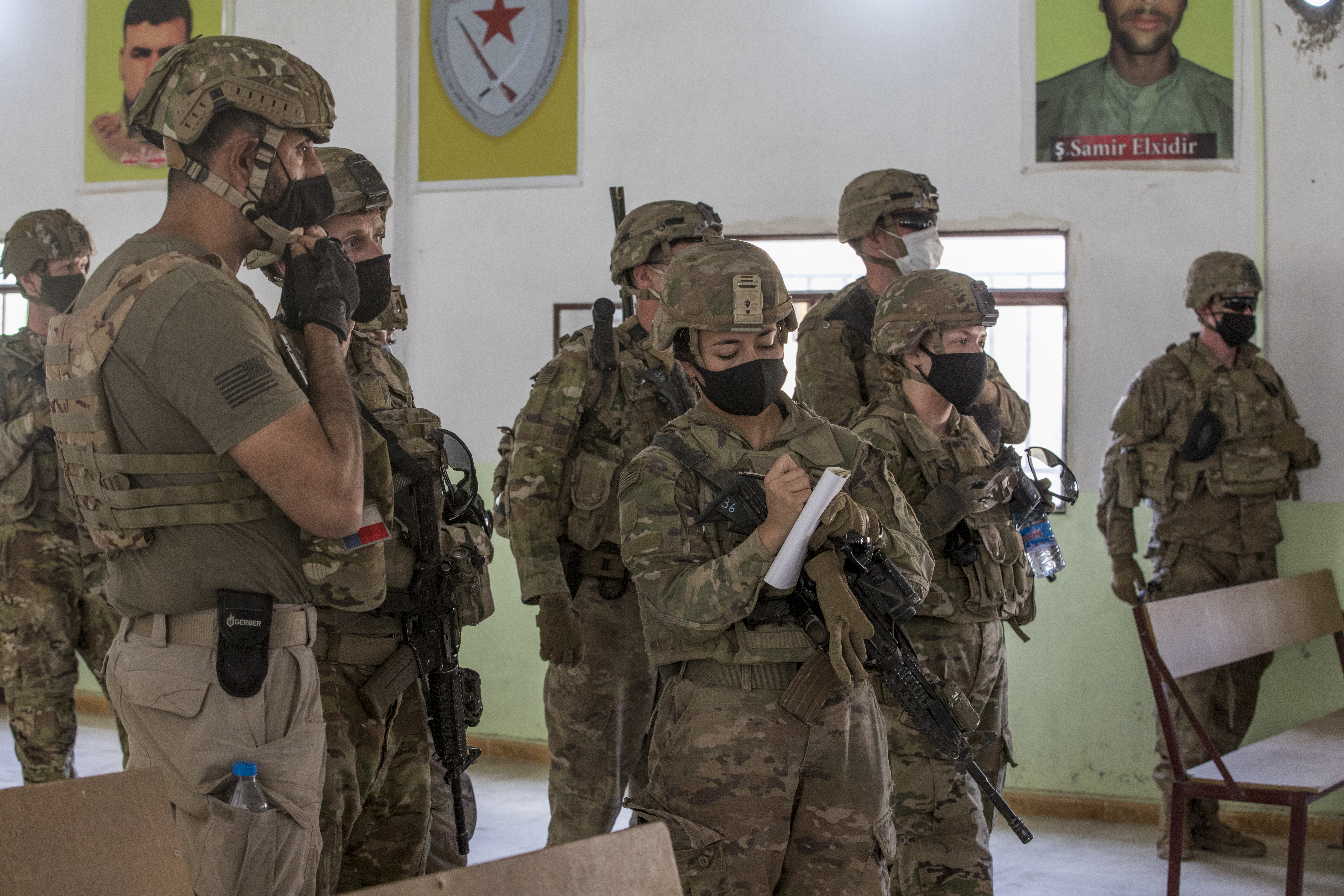
Soldados estadounidenses visitan un centro de entrenamiento de las FDS durante la insurgencia, 22 de abril de 2021

- 11 de enero – Tres personas, entre ellas un exmiembro de la Asayish, fueron asesinadas por hombres armados no identificados en una motocicleta cerca de Al-Busayrah, en la provincia de Deir ez-Zor.[77]
- 10 de mayo – Un miembro de las FDS fue asesinado en al-Busaiteen, cerca de la ciudad de al-Suwar, mientras que cuatro miembros de las FDS murieron cuando militantes del ISIS abrieron fuego contra su autobús en Al-Kabar, en la zona rural occidental de Deir ez-Zor.[78]
- 13 de agosto – La coalición estadounidense llevó a cabo una operación especial para arrestar a un militante del ISIS en Mahamida, cerca de Abu Khashab, Deir ez-Zor.[79]
- 13 de diciembre - Las FDS declararon que las fuerzas antiterroristas habían matado a cinco miembros de una célula del EIIL que se escondía en al-Busayrah durante una redada conjunta con la coalición. La mayoría de los cinco militantes llevaban cinturones explosivos, afirmó el FDS. SOHR dijo que cuatro miembros de una familia también murieron, dos de los cuales fueron atacados por disparos de un helicóptero de la coalición mientras intentaban huir en una motocicleta.[80]
- En total, durante el año hubo 344 ataques del ISIS, 136 combatientes de las FDS y 93 civiles muertos.[81]

### 2022
- 20 de enero – Comienza la batalla de Hasakah .
- 11 de septiembre : Un ataque del ISIS mata a 6 combatientes de las FDS en Deir Ez-Zor[82]
- En general, durante el año hubo 201 ataques del ISIS, 93 combatientes de las FDS y 54 civiles muertos (excluyendo la Batalla de Hasakah de 2022).[83]

### 2023
- 3 de abril – Un ataque de la coalición liderada por Estados Unidos mata a Khalid Aydd Ahmad al-Jabouri, miembro destacado del ISIS.[84]
- 10 de agosto – 33 soldados sirios murieron y 10 resultaron heridos en una emboscada llevada a cabo por militantes del Estado Islámico al oeste de la ciudad de Mayadeen.
- 28 de agosto – Estallan enfrentamientos entre las FDS y combatientes tribales después de que varios miembros de estos últimos fueran arrestados por cargos de actividad delictiva, incluido el tráfico de drogas. Entre los arrestados se encontraba Abu Khawla, comandante del Consejo Militar de Deir ez-Zor. En los dos días siguientes, al menos 30 personas mueren en enfrentamientos en Hrejieh y Breeha.
- En total, durante el año ISIS realizó 165 ataques, 89 combatientes de las FDS, 26 civiles y cuatro combatientes de ISIS murieron.[85]

### 2024
- 23 de septiembre : dos combatientes de las FDS murieron en un ataque del ISIS en la provincia de Deir ez-Zor.[86]
- 21 de noviembre : dos combatientes de las FDS murieron y cuatro civiles resultaron heridos en la explosión de una mina terrestre colocada por ISIS en Kobani.[87]
- 21 de noviembre : dos combatientes de las FDS murieron y otros diez resultaron heridos en un ataque con artefactos explosivos improvisados por parte del ISIS en la provincia de Deir ez-Zor.[88]
- 3 de diciembre – Las FDS, apoyadas por la coalición CJTF-OIR liderada por Estados Unidos, lanzaron una ofensiva contra las fuerzas pro gubernamentales en la región oriental de Deir ez-Zor .[89][90]
- 9 de diciembre – Estallaron protestas contra las FDS en Deir ez-Zor pidiendo que el gobierno de transición sirio tomara el control de la ciudad.[91]
- 11 de diciembre – Deir ez-Zor quedó bajo el control de Tahrir al-Sham .[92] Algunos líderes del Consejo Militar de las FDS desertaron a la sala de operaciones de Fateh Mubin .[93][94]
- 27 de diciembre : dos combatientes de las FDS murieron y otros tres resultaron heridos en un ataque simultáneo del ISIS en las provincias de Al-Hasakah y Deir ez-Zor.[95]
- En general, durante el año hubo 264 ataques de ISIS, 77 combatientes de las FDS, 30 civiles y 13 combatientes de ISIS muertos.[96]

### 2025
- 7 de enero – Cuatro combatientes de las FDS murieron en una emboscada del ISIS en un puesto de control en la provincia de Deir ez-Zor.[97]
- 16 de enero - Un combatiente de las FDS fue ejecutado por células de ISIS y su cuerpo fue abandonado en la parte occidental de la ciudad de Abu Khashab, en la zona rural occidental de Deir Ezzor.[98]
- 19 de enero - Un combatiente de las FDS murió y otros resultaron heridos en una emboscada de hombres armados locales cerca del río Éufrates en la zona rural de Deir ez-Zor.[99]
- 25 de enero : un combatiente de las FDS murió y otro resultó herido en un ataque del ISIS en Al-Hasakah.[100]
- 29 de enero: un combatiente de las FDS murió en un ataque del ISIS en la provincia de Al-Hasakah.[101]
- 1 de febrero - Los medios sirios informaron que las FDS lanzaron redadas en Kishkiya, Abu Hamam y Gharanij y arrestaron a 10 personas. Los medios de comunicación kurdos informaron que las FDS arrestaron a 20 personas “que tenían tratos con el régimen anterior” en Gharanij, pero los medios anti-FDS afirmaron que las FDS también atacaron a miembros de tribus locales.[102]
- 6 de febrero: un combatiente de las FDS murió y otro resultó herido en un ataque del ISIS en Deir ez-Zor.[103]
- 19 de febrero - Un miembro de las FDS murió por un disparo accidental durante una pelea familiar, incidente que tuvo lugar en Al-Hasakah.[104]
- 26 de febrero : un civil que trabajaba para las FDS fue asesinado en la zona rural de Deir ez-Zor, al oeste.[105]